# Singuilucan (municipi)
El municipi de Singuilucan és un dels vuitanta-quatre municipis que conformen l'estat d'Hidalgo a Mèxic. La seva capçalera municipal és el poble de Singuilucan.
El municipi es localitza al sud-est del territori d'Hidalgo, entre els paral·lels 19° 52’ i 20° 08’ de latitud nord i els meridians 98° 21’ y 98° 38’ de longitud oest; amb una altitud entre 2400 i 3100 msnm. Aquest municipi té una superfície de 420.21 km², i representa el 2.02% de la superfície de l'estat; dins la regió geogràfica denominada Valle de Tulancingo.
Limita al nord amb los municipis d'Omitlán de Juárez, Huasca de Ocampo, Acatlán, Tulancingo de Bravo i Santiago Tulantepec de Lugo Guerrero; a l'est amb els municipis de Santiago Tulantepec de Lugo Guerrero i Cuautepec de Hinojosa; al sud amb els municipis de Tepeapulco, Tlanalapa i Zempoala; a l'oest amb els municipis de Zempoala i Epazoyucan.

## Toponímia
El nom Singuilucan ve del nàhuatl Tzoquitl ‘llot’, yutl ‘aquells qui pertanyen' y can ‘lloc’, de manera que el seu significat seria: ‘Lloc de molt de llot’.